# Passage Dagorno
Le passage Dagorno est une voie du 20e arrondissement de Paris, en France.

## Situation et accès
Le passage Dagorno est situé dans le 20e arrondissement de Paris. Il débute au 100, rue des Haies et se termine au 101, rue des Pyrénées.

## Origine du nom
Cette voie est nommée d'après un ancien cultivateur, propriétaire des terrains sur lesquels elle a été ouverte.

## Historique
Cette voie, créée sous sa dénomination actuelle vers 1870, est classée dans la voirie parisienne par un arrêté du 28 août 1931.